# Игровая психотерапия
Игрова́я психотерапи́я — метод психотерапевтического воздействия на детей и взрослых с использованием игры.
Игровые ситуации дают возможность показать пациенту способы решения конфликтных ситуаций, корригировать неблагоприятные черты характера, дезактуализировать фобические проявления. Метод игровой психотерапии используется как самостоятельно, так и в рамках индивидуальной, групповой, семейной психотерапии и может успешно сочетаться со многими другими методами психотерапевтического воздействия (внушение наяву, аутотренинг, косвенная и рациональная психотерапия, имаготерапия). Используются самостоятельные и ролевые игры, импровизации, осуществляемые в директивной и недирективной формах.
Следует также различать «игровую терапию» (более общий термин) и игровую психотерапию. В первом случае психотерапевтический аспект не предполагается. Это может быть и обучение определённым навыкам, например: использование в занятиях по лечебной физкультуре, обучение детей, больных диабетом, в оказании себе помощи и так далее.
Таким образом, можно сказать, что англоязычный термин «игровая терапия» (play therapy) и часто употребляющийся в России термин «игровая психотерапия» недостаточно точны.
В логике деятельностного подхода, культурно-исторической психологии и психотерапии развивается традиция более широкого подхода к анализу и диагностике игрового поведения, нарушений игровой деятельности, психотерапии игровых отношений ( В. Н. Мясищев и его научная школа), субъектно-системного применения игровых средств с учетом возрастных, личностных и индивидуально-типологических (А. И. Захаров, С. В. Григорьев, А. С. Спиваковская, Э. Г. Эйдемиллер и др.) особенностей диагностики, коррекции когнитивно-поведенческих аспектов жизнедеятельности и психотерапии на основе  многообразных игр, игровых методик, форм и игропрактик, специализированных программ развития всех возрастных категорий населения.
Кроме того, существует несколько основных направлений игровой психотерапии, но очень часто происходит отождествление исключительно недирективной игровой психотерапии с игровой психотерапией вообще. При этом в качестве пациентов видятся только дети.

## Виды игровой психотерапии
Можно выделить несколько направлений, в зависимости от того, какую теоретическую модель использует психотерапевт:
- Психоаналитическое (психодинамическое) направление, в котором спонтанная игра клиента (обычно ребёнка) понимается прежде всего как путь к его бессознательному.

Основоположниками метода являются А. Фрейд и М. Кляйн. Для Мелани Кляйн спонтанные игры ребёнка являлись эквивалентом свободных ассоциаций взрослых пациентов. Для Анны Фрейд — способом установления союза с ребёнком против некоторой части его душевной жизни. Кляйн, в отличие от Анны Фрейд, предлагала ребёнку сразу интерпретировать игру, считая, что суперэго уже достаточно развито для этого.
Д. В. Винникотт применял игровую психотерапию в первую очередь для переработки детьми опыта ранних конфликтов привязанности и разлуки.
В эту же категорию можно отнести и песочную терапию, как ответвление Юнгианской школы психоанализа.
- Недирективная игровая психотерапия, воплощающая подходы гуманистической психологии К. Р. Роджерса. Как метод была разработана Вирджинией Экслайн и Гарри Л. Лэндретом. Представляет собой спонтанную игру в хорошо оснащённой игровой комнате, при создании безопасных психотерапевтических условий.
- Поведенческая игровая психотерапия, основанная на теориях Б. Ф. Скиннера и А. Бандуры. Основная задача терапевта в ней — обучение тому, как правильно играть свои социальные роли.
- «Освобождающая» игровая психотерапия, представляющая собой терапию отреагированием. Разработана в 1930-х годах Д. М. Леви. В ней применяются игровые ситуации, в которых ребёнок может пережить конфликтную или страшную для него ситуацию вновь, но в безопасной обстановке. Воссоздание такого травмирующего события позволяет больному освободиться от психического напряжения, вызванного этим событием.
- Структурированная игровая психотерапия  — развитие метода освобождающей игровой терапии. Разработана Г. Хембриджем. Пациенту предлагается уже структурированная игровая ситуация, с помощью которой можно решить конкретные задачи (агрессивность к сиблингу, тревога по поводу разлуки с матерью и т. п.)
- Субъектно-ориентированная игротерапия развития, основанная на диалектике взаимосвязей и отношений самовыражения (шире - всех самопроцессов) и Развития (интеграции-гомеостатности-гармоничности разных видов, уровней и форм процессов развития) личности как субъекта разнообразных форм игровой активности на жизненном пути человека[7]
- Игровая психотерапия построения отношений, основанная на идеях Отто Ранка, Тафта и Ф. Оллена. Акцентируется на отношениях между терапевтом и клиентом «здесь и теперь», без попыток объяснять их прошлый опыт.
- Интегративно-эклектическое направление игровой психотерапии, включающее более или менее гармонично сочетающиеся элементы предыдущих; практически встречается чаще других.[3]

## История возникновения метода
Первые упоминания о важности наблюдения за детской игрой были написаны философом Жан-Жаком Руссо в книге "Эмиль" (Emile, or On Education). Он утверждал, что наблюдение за детскими играми - это способ узнать о детях и прямой ключ к пониманию детской психологии.

### От образования к терапии
В 19 веке австрийский психоаналитик Гермин Хуг-Хельмут формализовала игру как терапию: предоставив детям игрушки, чтобы они могли себя выразить, и наблюдала за игрой для анализа ребенка. Австрийская писательница и психоаналитик Мелани Кляйн использовала игру, как средство анализа детей в возрасте до 6-ти лет. Она утверждала, что детская игра - такая же, как свободное общение со взрослыми и обеспечивала доступ к бессознательному ребёнка.
Анна Фрейд (1946, 1965), использовала игру, чтобы облегчить привязанность к терапевту и якобы получить доступ к психике ребенка.